# Viaggio nell'isola misteriosa
Viaggio nell'isola misteriosa (Journey 2: The Mysterious Island) è un film del 2012 diretto da Brad Peyton.
È il seguito del film del 2008 Viaggio al centro della Terra e, come il suo predecessore, è liberamente tratto da un romanzo di Jules Verne: L'isola misteriosa.

## Trama
Ottawa, Canada. A notte fonda, il giovane Sean Anderson è impegnato a scappare, a bordo della sua moto, da alcuni poliziotti, che tentano di fermarlo in quanto ha violato una struttura di polizia attrezzata per le comunicazioni satellitari allo scopo di ricevere un misterioso messaggio. Sean finisce anche nella piscina di una casa privata e solo l'intervento del suo muscoloso patrigno, Hank Parsons (con cui Sean non è mai stato in buoni rapporti), gli evita di essere mandato in riformatorio. Tornato a casa, Sean riesce a decifrare il messaggio criptato in codice Morse insieme a Hank (che ha imparato a fare ciò negli anni trascorsi in marina militare): esso dice che la famosa Isola Misteriosa di cui raccontava Jules Verne esiste veramente e che la relativa mappa, con le coordinate geografiche, secondo le quali l'isola si trova al largo delle Palau, si ottiene unendo nel modo corretto le mappe presenti in tre libri, che parlano tutti di un'isola: L'isola misteriosa di Jules Verne, L'isola del tesoro di Robert Louis Stevenson e I viaggi di Gulliver di Jonathan Swift. Sean intuisce subito che il messaggio gli è stato mandato da suo nonno, Alexander Anderson, il quale aveva dedicato buona parte della sua vita a cercare l'Isola Misteriosa ed era scomparso due anni prima proprio durante una spedizione nell'Oceano Pacifico a tale scopo, e desidera partire per le Palau per svolgere indagini in merito; Hank convince quindi la madre di Sean a lasciar partire il figlio insieme a lui.
Arrivati alle Palau i due non trovano nessuno disposto ad aiutarli, neanche offrendo molti soldi, in quanto tutti dicono che nel luogo dove vogliono recarsi sono affondate molte navi; a un certo punto incontrano Gabato, un polinesiano desideroso di denaro, che si offre di portarli alla ricerca dell'Isola in cambio di 3000 dollari, e sua figlia Kailani, dalla quale Sean rimane subito affascinato. I quattro, a bordo dello sgangherato elicottero di Gabato (che lui usa per compiere voli turistici nei quali fa da guida), volano nel bel mezzo del Pacifico e, quando raggiungono le coordinate indicate dalla mappa, si ritrovano all'interno di una violenta tempesta, al cui centro c'è un immenso ciclone che li risucchia tragicamente. L'elicottero viene distrutto e i protagonisti precipitano su una spiaggia abbandonata, dove è presente una grotta che conduce nel cuore dell'Isola Misteriosa, che nessuno aveva mai raggiunto proprio a causa delle grosse tempeste che la circondano. Tutto è incredibilmente come i tre scrittori lo descrivevano nei loro romanzi secoli prima: gli animali che normalmente sono piccoli diventano grandi e quelli grandi piccoli. Attraversando l'isola, i quattro si trovano a passare sopra quelle che sembrano rocce, ma che poi scoprono essere le uova di una lucertola gigante, che, svegliatasi, li attacca e li insegue nella foresta, e proprio quando sembra che stia per sbranarli viene stordita proprio da Alexander, che arriva in quel momento e la colpisce con un tronco. Alexander conduce il gruppo nella sua casa sull'albero (costruita con i pezzi della nave usata per la spedizione in cui era stato dato per morto), dove si scopre una triste realtà: per poter usare la radio di Alexander per chiedere soccorso si dovrà attendere che un satellite si fermi in una posizione appropriata, cosa che accadrà dopo 2 settimane.
Il mattino successivo Alexander porta il gruppo nella città perduta di Atlantide, dove Hank nota che il terreno sta sprofondando a causa del misterioso fenomeno tipico a causa del quale l'isola ha un ciclo di 140 anni e trascorre la metà di questo tempo sprofondando sott'acqua, rimanendo a galla nella restante metà. L'unica soluzione consiste nel recarsi alla tomba del capitano Nemo e trovare il suo diario, nel quale si potrà trovare scritto dove si trova il suo sottomarino, il Nautilus, che il gruppo potrà usare per scappare prima che l'isola affondi. Il diario viene trovato e letto e da esso risulta che il sottomarino è situato in una grotta dalla parte opposta dell'isola.
Dopo aver attraversato molti paesaggi, il gruppo scopre che il vulcano dell'isola erutta oro liquido: Sean sembra interessato a controllare ma Hank gli ricorda che devono lasciare al più presto l'isola. In seguito, per attraversare il fiume, il gruppo vola su alcune api giganti, venendo poi inseguito da cuculi giganti che tentano di mangiare le api: Sean, tentando di sfuggirvi, cade malamente dall'ape e si sloga una caviglia, ma fortunatamente il nonno riesce a fargli rientrare la slogatura. Mentre Hank suona l'ukulele e canta per tirare Sean su di morale, Gabato promette a sua figlia che la manderà al college.
Il mattino seguente i protagonisti si svegliano e notano che il livello dell'acqua è salito e che Gabato non è con loro. Kailani comprende che il padre è andato al vulcano ed il gruppo si separa: Sean e Hank vanno verso il Nautilus, mentre Kailani e Alexander cercano Gabato. Una volta arrivati, Sean e Hank si rendono conto che il Nautilus si trova sott'acqua, in quanto il livello del mare si è alzato a tal punto da sommergere totalmente la grotta, quindi si immergono con delle sacche d'aria di fortuna e trovano il sottomarino, ma devono vedersela con una colossale anguilla elettrica.
Nel frattempo Kailani e Alexander trovano Gabato intenzionato a recuperare un enorme pezzo d'oro, nell'intenzione di trovare il denaro necessario per mandare la figlia al college, come le aveva promesso, ma Kailani dice al padre che l'unica ricchezza che desidera è quella che potrà avere rimanendo uniti. Hank e Sean riescono a mettere in moto il Nautilus grazie all'energia emessa dall'anguilla elettrica (le batterie di bordo, vecchie 150 anni, non funzionavano) e, proprio nel momento più pericoloso, Gabato, Kailani e Alexander vengono salvati. Durante il viaggio, davanti al Nautilus si trovano delle grosse rocce, allora Hank fa sedere Gabato ai comandi e va ad inserire un siluro nei dispositivi di lancio, che poi Sean fa uscire lanciandolo contro le rocce, per eliminarle. Il gruppo fa dunque ritorno verso casa.
Passano sei mesi. Sean si fidanza con Kailani, che si è iscritta al college seguendo il volere del padre; Gabato, dal canto suo, diventa una guida turistica ricca e usa il Nautilus per il suo lavoro. Proprio nel giorno del compleanno di Sean, Alexander lo va a trovare e gli regala un libro, un altro romanzo di Jules Verne, Dalla Terra alla Luna, lasciando intendere che ha in progetto un nuovo viaggio da intraprendere con il nipote e tutta la famiglia.
Durante i titoli di coda si vedono degli elefanti di piccole dimensioni, visti precedentemente dal gruppo sull'isola, nuotare sott'acqua verso la sommersa ma parzialmente intatta città di Atlantide.

## Produzione
Visto il successo del primo film, nel marzo 2009 la Walden Media e la New Line Cinema acquistarono la sceneggiatura scritta da Richard Outten, intitolata Mysterious Travels: The Lost Map of Treasure Island, per utilizzarla come base per un seguito. Il film è costato 79 milioni di dollari.

## Promozione
Il teaser trailer fu pubblicato il 9 novembre 2011, l'11 la locandina americana e il 25 il trailer internazionale. Il 29 novembre è stata presentata la locandina italiana. Il 1º dicembre sono state distribuite cinque nuove locandine americane ritraenti i personaggi, mentre il trailer italiano del film è stato diffuso il 27 dicembre.

## Accoglienza

### Incassi
Il film negli Stati Uniti ha incassato nel primo weekend di programmazione 27.335.363 $. In totale in America ha incassato 103.887.748 $, e nel resto del mondo 231.400.000 $, per un totale di 335.287.748 $.

### Critica
Il film ha ricevuto recensioni miste da parte della critica. Il sito aggregatore di recensioni Rotten Tomatoes riporta che il 44% delle 131 recensioni professionali ha dato un giudizio positivo sul film, con un voto medio di 4,92 su 10. Il consenso critico del sito recita: "Aggressivamente non ambizioso, Viaggio nell'isola misteriosa potrebbe entusiasmare gli spettatori adolescenti, ma la maggior parte degli altri lo troverà troppo intenso per il pubblico giovane e troppo noioso per gli adulti." Su Metacritic, il film detiene un punteggio del 41 su 100, basato sul parere di 27 critici.

## Sequel
Nel 2012, poco dopo l'uscita del film, venne subito annunciato il desiderio di produrre altri due sequel, ispirati sempre ai romanzi di Jules Verne.
Nell'agosto del 2014 venne annunciato che Carey Hayes e Chad Hayes stessero lavorando sullo script per un terzo capitolo, ispirato al romanzo Dalla Terra alla Luna di Jules Verne e che si sarebbe riallacciato, a livello di sceneggiatura, alla scena finale di Viaggio nell'isola misteriosa; nel 2015 Brad Peyton e Dwayne Johnson, rispettivamente regista e principale interprete di Viaggio nell'isola misteriosa, furono scelti per dirigere il sequel.
Il 2 gennaio 2018, tramite un tweet, Johnson ha tuttavia affermato che il progetto è stato del tutto abbandonato, a causa di problemi sull'adattamento del romanzo.